# Bandiera di Marsiglia
La bandiera di Marsiglia è bianca con una croce azzurra. Adottata come bandiera durante il Medioevo, ha la particolarità di essere antecedente allo stemma cittadino e non viceversa.

## Storia
L'adozione della croce azzurra come bandiera di Marsiglia risale all'epoca delle Crociate: a quel tempo, i porti che caricavano le navi dirette in Terra Santa esponevano bandiere con una croce, simbolo di un luogo sicuro. 
La croce azzurra sarebbe stata scelta per infondere fiducia ai crociati e attirarli al porto, oppure sarebbe stata concessa come testimonianza dei servizi resi dagli abitanti ai crociati.
Lo stemma venne menzionato per la prima volta intorno al 1254 negli statuti cittadini:
“de vexillo cum cruce communis Massilie portando in navibus et de alio vexillo”. Nel 1257, l'accordo firmato tra i marsigliesi e Carlo I d'Angiò, conte di Provenza, prevedeva che "per terra e per mare, sulle loro navi, galee ed altri edifici, avrebbero continuato a portare la bandiera del loro comune nel modo consueto". e che, soltanto, il padiglione del signor conte sarebbe posto nel luogo più onorevole”. Appare nell'Atlante catalano del 1375.
Il padiglione marsigliese ha la particolarità di un uso attestato più antico di quello dello stemma, al quale probabilmente ha dato origine piuttosto che il contrario. La più antica rappresentazione dello stemma risale al XIV secolo o alla fine del XIII secolo, nel Libro Rosso della città, dove, su una miniatura raffigurante il giuramento del viguier, sono collocate quattro croci azzurre su fondo argento. Sebbene Marsiglia faccia parte dell'elenco delle “Bonne ville” stabilito dal re, il suo stemma non raffigura il “capo azzurro con tre gigli d'oro” a cui aveva diritto.